# Fuhlendorf (Poméranie-Occidentale)
Pour les articles homonymes, voir Fuhlendorf.
Fuhlendorf  est une municipalité allemande du land de Mecklembourg-Poméranie-Occidentale et l'arrondissement de Poméranie-Occidentale-Rügen.